# Audi Q5 GU
Audi Q5 GU — третье поколение Audi Q5. Дебютировало в 2024 году.

## Описание
Впервые Audi Q5 GU был представлен 2 сентября 2024 года. Публичная премьера состоялась в октябре того же года на Парижском автосалоне.
Продажи Audi Q5 GU начались в марте 2025 года. Комплектации: Basic, Advanced и S-line. Внедорожный вариант получил индекс SQ5, а спортивный — Q5 GU Sportback (запущен в производство 26 ноября 2024 года).
Сборка автомобилей Audi Q5 третьего поколения организована в Мексике.

### Кузов
Длина Audi Q5 GU составляет 4,72 метра, ширина — 1,9 метра, высота — 1,65 метра, колёсная база — 2,82 метра. Размер колёс варьируется от 17 до 21 дюйма. Объём багажника составляет 520 литров (со сложенными спинками задних сидений — 1473 литра). Коэффициент сопротивления формы составляет 0,31. Технически Audi Q5 GU, равно как и Audi A5 B10, основан на платформе PPC (Premium Platform Combustion).

### Ходовая часть
Q5 GU, в основном, имеет стальное шасси. Опционально автомобиль может иметь «спортивную» (SQ5) или же пневматическую подвеску.

### Интерьер
В салоне Audi Q5 GU расположен 11,9-дюймовый OLED-дисплей с комбинацией приборов за рулевым колесом. Размер сенсорного экрана для информационно-развлекательной системы с установленной операционной системой Android Automotive составляет 14,5 дюймов. Как и в случае с A5 B10, опционально устанавливается 10,9-дюймовый сенсорный экран для пассажиров, сидящих спереди.

## Технические характеристики
Моторная гамма Audi Q5 GU аналогична моторной гамме Audi A5 B10. Автомобили оснащаются бензиновыми двигателями мощностью 150—270 кВт (204—367 л. с.) или же дизельным двигателем мощностью 150 кВт (204 л. с.). Дополнительно имеется гибридная силовая установка (MHEV) напряжением 48 В. Ёмкость аккумулятора — 1,7 кВт⋅ч. Коробка передач — семиступенчатая, с двумя сцеплениями. Переднеприводные автомобили оснащаются только рядными четырёхцилиндровыми бензиновыми двигателями (EA888), в то время как полноприводные автомобили оснащаются V-образными шестицилиндровыми бензиновыми (EA839) и рядными четырёхцилиндровыми дизельными двигателями (EA288 evo).

### Бензиновые двигатели
|                                         | 2.0 TFSI                      | SQ5 3.0 TFSI                            |
| --------------------------------------- | ----------------------------- | --------------------------------------- |
| Годы производства                       | с 09.2024                     | с 09.2024                               |
| Тип двигателя                           | Рядный                        | V-образный (угол наклона цилиндров 90°) |
| Модель двигателя                        | VW EA888                      | VW EA839                                |
| Привод распределительного вала          | Цепь ГРМ                      | Цепь ГРМ                                |
| Впрыск топлива                          | Непосредственный              | Непосредственный                        |
| Наддув                                  | Турбонаддув (VTG)             | Турбонаддув (VTG)                       |
| Напряжение бортовой системы             | 48 В (MHEV)                   | 48 В (MHEV)                             |
| Цилиндров/Клапанов                      | 4/16                          | 6/24                                    |
| Объём                                   | 1984 см³                      | 2995 см³                                |
| Мощность при об/мин                     | 150 кВт (204 л. с.)/4300—6300 | 270 кВт (367 л. с.)/5500—6300           |
| Крутящий момент при об/мин              | 340 Н⋅м/2000—4000             | 550 Н⋅м/1700—4000                       |
| Привод                                  | Передний                      | Полный                                  |
| Привод (опционально)                    | (Полный)                      | —                                       |
| Трансмиссия                             | 7-скор. S-tronic              | 7-скор. S-tronic                        |
| Масса                                   | 1910 кг (1970 кг)             | 2115 кг                                 |
| Разгон, 0—100 км/ч                      | 8,6 сек. (7,2 сек.)           | 4,5 сек.                                |
| Максимальная скорость                   | 226 км/ч (226 км/ч)           | 250 км/ч                                |
| Расход топлива (л/100 км) по циклу WLTP | 6,5—7,5 л (6,9—7,9 л)         | 8,1—8,8 л                               |
| Выбросы CO2                             | 148—171 г/км (156—180 г/км)   | 185—200 г/км                            |
| Очистка выхлопных газов                 | Бензиновый сажевый фильтр     | Бензиновый сажевый фильтр               |
| Нормы выбросов                          | Euro 6e                       | Euro 6e                                 |

### Дизельные двигатели
|                                         | 2.0 TDI                       |
| --------------------------------------- | ----------------------------- |
| Годы производства                       | с 09.2024                     |
| Тип двигателя                           | Рядный                        |
| Модель двигателя                        | VW EA288 evo                  |
| Привод распределительного вала          | Ремень ГРМ                    |
| Впрыск топлива                          | Common Rail                   |
| Наддув                                  | Турбонаддув                   |
| Напряжение бортовой системы             | 48 В (MHEV)                   |
| Клапанов/Цилиндров                      | 4/16                          |
| Объём                                   | 1968 см³                      |
| Мощность при об/мин                     | 150 кВт (204 л. с.)/3800—4200 |
| Крутящий момент при об/мин              | 400 Н⋅м/1750—3250             |
| Привод                                  | Полный                        |
| Трансмиссия                             | 7-скор. S tronic              |
| Масса                                   | 2030 кг                       |
| Разгон, 0—100 км/ч                      | 7,4 сек.                      |
| Максимальная скорость                   | 226 км/ч                      |
| Расход топлива (л/100 км) по циклу WLTP | 5,9—6,8 л                     |
| Выбросы CO2                             | 155—179 г/км                  |
| Очистка выхлопных газов                 | Противосажевый фильтр         |
| Система очистки выхлопных газов         | Катализатор (SCR)             |
| Нормы выбросов                          | Euro 6e                       |

## Галерея
- Вид сзади
- Интерьер
- Audi SQ5